# عصام مرعی
عصام مرعی (عربی: عصام مرعي؛ زادهٔ) یک ورزشکار است.
از باشگاه‌هایی که در آن بازی کرده‌است می‌توان به باشگاه ورزشی زمالک اشاره کرد.